# Olchowaja
Olchowaja (ros. Ольховая) – stacja linii Sokolniczeskiej metra moskiewskiego, znajdująca się w nowomoskiewskim okręgu administracyjnym Moskwy w rejonie Sosienskoje (ros. Сосенское) między jezdniami autostrady Sołncewsko—Butowsko—Warszawskiej (ros. Солнцево — Бутово — Варшавское шоссе). Otwarcie miało miejsce 20 czerwca 2019 roku.
Stacja typu płytkiego jednonawowego z peronem wyspowym, położona we wspólnym tunelu razem z autostradą. Ściany zatorowe oddzielają trasę metra od jezdni samochodowej. Wystrój przystanku utrzymano w jasnej kolorystyce. Ściany zostały wyłożone marmurowymi płytami, sufit ozdobiono oświetleniem inspirowanym sztuką origami. W ławki wkomponowano rzeźby przypominające zgeometryzowane drzewa olszy. Pawilon wejściowy swoją formą ma przypominać papierowy samolot. Architekci wzorowali się na Tyrolskim Teatrze Operowym (Festspielhaus) w austriackim Erl, kompleksem muzealnym w japońskiej Karuizawie, a także skrzydłem Herty i Paula Amirów Muzeum Sztuki w Tel Awiwie.